# William Eaton Chandler
William Eaton Chandler (Concord, 28 dicembre 1835 – Concord, 30 novembre 1917) è stato un politico statunitense.

## Biografia
Fu il trentesimo segretario della marina statunitense sotto il presidente degli Stati Uniti d'America Chester A. Arthur. I suoi genitori erano Nathan S. Chandler e Mary Ann (Tucker) Chandler. Fra i suoi fratelli, John Chandler un famoso mercante dell'epoca e George Chandler avvocato.
Studiò prima alla Thetford Academy, poi alla Pembroke Academy terminando gli studi alla Harvard Law School nel 1854. Si sposò due volte: la prima nel 1859 con Ann Gilmore, la figlia del governatore Joseph Albree Gilmore, la seconda dopo la morte della prima, nel 1874 Lucy Hale, figlia del senatore John Parker Hale. La donna all'epoca era famosa per essere stata fidanzata con John Wilkes Booth, l'assassino di Abramo Lincoln.
Alla sua morte il corpo venne sepolto nella Blossom Hill Cemetery di Concord. L'ammiraglio Theodore Edson Chandler fu suo nipote.